# Izoimunizare
Prin izoimunizare, denumită și aloimunizare, se înțelege imunizarea unui subiect printr-un antigen provenit de la alt subiect aparținând aceleiași specii, de obicei ca urmare a unui "conflict" între sângele matern și cel fetal.
Izoimunizarea este procesul în care un organism cu sânge Rh negativ, în contactul cu sânge Rh pozitiv, sintetizează anticorpi anti-Rh. Acest fenomen apare în doua cazuri:
- În cazul unor transfuzii de sânge Rh pozitiv la o persoană cu Rh negativ
- În momentul nașterii sau al avortului, dacă mama este Rh negativă și fătul este Rh pozitiv, fiindca sângele lor intră în contact. Caracterul Rh fiind dominant, se moștenește de la tatăl Rh pozitiv.